# Postdemokrati
Postdemokrati betecknar ett tillstånd där demokratin stelnat och delvis tömts på innehåll. Det är besläktat med begrepp som postmodernism, postpolitik, postmarxism, postindustriell och postjournalistik, och liksom hos dessa begrepp ska ”post” inte förstås som ett entydigt ”efter”. Om så hade varit fallet skulle det rådande tillståndet inte ha varit postdemokratiskt utan odemokratiskt. Postdemokrati behåller många av demokratins grundläggande beståndsdelar: ”I det postdemokratiska tillståndet upprätthålls demokratins formella strukturer, såsom fria val, yttrandefrihet, fri press med mera, men de har delvis tömts på innehåll och vitalitet. Politiken bestäms mer av opinionsundersökningar än av gräsrötterna i partiorganisationerna, och det politiska samtalet mer av kalkylerade medieutspel än av ideologier.”
Enligt den franske filosofen Jacques Rancière är postdemokrati en ”regeringspraktik och ett begreppsligt legitimerande av demokratin efter demos, en demokrati som har eliminerat folkets framträdande, felräkning och tvist och som därmed låter sig reduceras till ett rent växelspel mellan statliga mekanismer samt kombinationer av sociala energier och intressen.”  Liksom den belgiske statsvetaren Chantal Mouffe identifierar Rancière postdemokrati med konsensusdemokrati. Det postdemokratiska tillståndet kännetecknas av att verkliga konflikter anses tillhöra det förflutna, eller vara kvarlevor från gångna tider. ”Istället för att vara platsen för en agonistisk strid mellan vänster och höger har politiken reducerats till spinning. När det inte längre finns några grundläggande skillnader mellan partierna övergår de till att försöka marknadsföra sina produkter med hjälp av reklambyråer.”
Begreppet postdemokrati började användas på svenska i diskussioner om den engelska sociologen Colin Crouchs bok Postdemokrati (2004, på svenska 2011). Crouch anser att postdemokratin har två rötter: förändringar i klasstrukturen i det postindustriella samhället med framväxten av nya yrkesgrupper samt globaliseringen. Han anser att utvecklingen är reversibel om arbetar- och folkrörelserna vitaliseras.
Den svenske konsthistorikern Jeff Werner har analyserat det postdemokratiska tillståndet i relation till kulturen. Han menar att i det postdemokratiska tillståndet ställer alltfler sina förhoppningar till kulturen som en plats där det går att tänka och agera politiskt, ideologiskt och demokratiskt. Politikens invasion av kulturen riskerar emellertid att instrumentalisera kulturen, och upphäva den ”som en instans från vilken det går att tänka på tvärs.”